# Pobjeda
Pobjeda (en monténégrin : Пoбjeдa, en français : Victoire) est un journal quotidien monténégrin. 
Publié depuis plus d'un demi-siècle, il est le plus ancien journal du pays toujours en circulation. Jusqu'en 1997, il s'agissait du seul quotidien publié au Monténégro. Après plusieurs tentatives de privatisation, le journal est, depuis 2014, intégré au groupe Media Nea de l'homme d'affaires grec Petros Sthatis.

## Histoire
Pobjeda est un journal monténégrin fondé par Puniša Perović publié depuis le 24 octobre 1944 pendant la Seconde Guerre mondiale. Le premier numéro est d'abord diffusé à Nikšić et, après trois numéros, il a commencé à paraître à Cetinje. La diffusion commence à Podgorica en 1954. Paraissant deux fois par semaine, il devient quotidien en 1975. Jusqu'aux années 1990, Pobjeda était le seul quotidien du Monténégro et ce n'est que dans les années 2000 que les journaux privés Dan (le Jour) et Vijesti (les Nouvelles) ont commencé leur parution. Jusqu'en 2010, ce journal était publié en cyrillique, quand, après une enquête auprès des lecteurs, il a été décidé de commencer à publier en caractères latins le 21 mai 2010.
En 2007 et 2008, le gouvernement monténégrin a annoncé son intention de privatiser partiellement Pobjeda (gardant une participation afin de pouvoir influencer la décision stratégique du nouveau propriétaire) mais la situation financière du journal, fortement déficitaire, n'a conduit à aucune offre de reprise.
Le 4 avril 2009, le conseiller médiatique de Đukanović, Srđan Kusovac, est nommé à la tête de la rédaction du journal et le quitte en septembre 2013 dans des conditions controversées ; il a été condamné en 2019 pour avoir insulté des responsables du journal concurrent.
Pobjeda a été privatisé en décembre 2014 et est désormais intégré au groupe Media Nea, appartenant à Petros Sthatis, homme d'affaires grec ayant plusieurs intérêts dans les Balkans.